# Jacob van Artevelde (roman)
Jacob van Artevelde is een historische roman van Hendrik Conscience over het bewind van Artevelde, gepubliceerd in het jaar 1849.

## Geschiedenis
Conscience was sinds het verschijnen van De Leeuw van Vlaenderen een beroemd auteur van historische romans. Voor zijn roman, die, zo blijkt uit de voorrede, opgedragen is aan Gent, "der Hoofdstad van Vlaenderen", deed de auteur veel onderzoek. Zo werkte hij samen met de Gentse hoogleraar Pierre Albert Lentz (1804-1875) en raakte hij geïnspireerd door het overzichtswerk Examen critique des historiens de Jacques van Artevelde, ou un grand homme réhabilité (1841) van de archivaris Auguste Voisin (1800-1845). Het brongebruik is terug te vinden in het notensysteem van de roman en de bijlagen, waarin historische documenten zijn overgenomen. 
De roman was voor velen een grote inspiratie, zo ook voor de toneelschrijver Frans van Geert (1786-1873). Hij bewerkte de roman in 1863 tot een toneelversie. Dit stuk leverde hem de Staatsprijs voor de letteren 1862-1864 op. Het stuk werd o.a. gespeeld bij de onthulling van het standbeeld van Jacob van Artevelde te Gent.

## Synopsis
Het leven van de beroemde Gentenaar wordt gepresenteerd als een tragisch doch spectaculair verhaal. Jacob van Artevelde, meermaals de Wijze Man genoemd, is Opperhoofdman.  In de beginfase van de Honderdjarige Oorlog (vanaf 1337) tracht Vlaanderen haar autonomie te bewaren teneinde zowel Frankrijk als Engeland als handelspartners te kunnen behouden. Niet iedereen is blij met het leiderschap van Van Artevelde. Geeraart Denys is zijn grootste opponent. De twist tussen beide heren wordt er niet gemakkelijker op door de liefdesverhouding tussen de dochter van Van Artevelde, Veerle, en de zoon van Denys, Lieven. De twist wordt uitgevochten met lasterpraat, ontvoering en politieke intriges. 
Het boek eindigt met een burgertwist tussen de gilden der Vollers (voorstanders van Van Artevelde) en Wevers (volgelingen van Denys). De Opperhoofdman probeert dit conflict met diplomatie en bezielende redevoeringen te redden, echter een bloedige slag zal de uitkomst beslechten. Van Artevelde kan niet anders dan inzien dat Gent en zo ook Vlaanderen bestuurloos is geworden en besluit een akkoord te sluiten met de Engelse koning om Vlaanderen weer in het gareel te krijgen. Vele Vlamingen zien hierin een poging tot verraad en vermoorden de Wijze Man op uiterst brute wijze. 